# Wapen van Sint Anthonis

Het wapen van Sint Anthonis

Het wapen van Sint Anthonis is bij koninklijk besluit op 27 september 1994 verleend aan de op 1 januari van dat jaar opgerichte gemeente Sint Anthonis. Deze gemeente is een samenvoeging van de gemeenten Oploo, St. Anthonis en Ledeacker en Wanroij
Op 1 januari 2022 ging de gemeente Sint Anthonis op in  de nieuwgevormde gemeente Land van Cuijk. Hiermee verviel het wapen.

## Geschiedenis
Het wapen is een zogenaamd sprekend wapen voor zowel de gemeente als de gelijknamige hoofdplaats. 

### Wapen van Oploo, St. Anthonis en Ledeacker
De Heilige Anthonius Abt kwam ook al voor in het wapen van de gemeente Oploo, St. Anthonis en Ledeacker, die was opgegaan in de nieuwe gemeente. De beschrijving van het oude wapen is:
Van lazuur, beladen met St. Anthonius van goud, houdende een schild van lazuur, beladen met een bok van goud.
N.B: In het register bij de HRvA is geen omschrijving vastgelegd.
Omdat destijds de kleuren niet bekend waren is het wapen uitgevoerd in de rijkskleuren.

### Wapen van Sint Anthonis
Het nieuwe wapen is ontworpen door heraldicus en kunstenaar De Laat uit 's-Hertogenbosch. De beschrijving van het wapen is:
In goud Sint Antonius Abt in pij met kap en scapulier, houdende in de rechterhand een evangelieboek en in de linkerhand een tauvormige kruk.
Achter hem een huisvarken naar links gewend. Dit alles op een veld van sinopel.
N.B.:
- De heraldische kleuren van het wapen zijn sinopel (groen) en goud (geel).
- In de heraldiek zijn de begrippen links en rechts gezien vanuit het perspectief van de persoon achter het wapen; voor de toeschouwer zijn deze dus verwisseld.

Historisch juist zou zijn geweest de heilige in zilver af te beelden, maar de gemeente heeft hiervoor niet gekozen. Het wapen wijkt af van de voorstellen die de Hoge Raad van Adel aan de gemeente heeft gedaan en pas nadat het wapen in de gemeenteraad was vastgesteld, ging de Hoge Raad hiermee akkoord.

## Afbeeldingen

Het oude wapen zoals gebruikt door Oploo, Sint Anthonis en Ledeacker. Onduidelijk is wanneer en aan welke gemeente het wapen is toegekend.
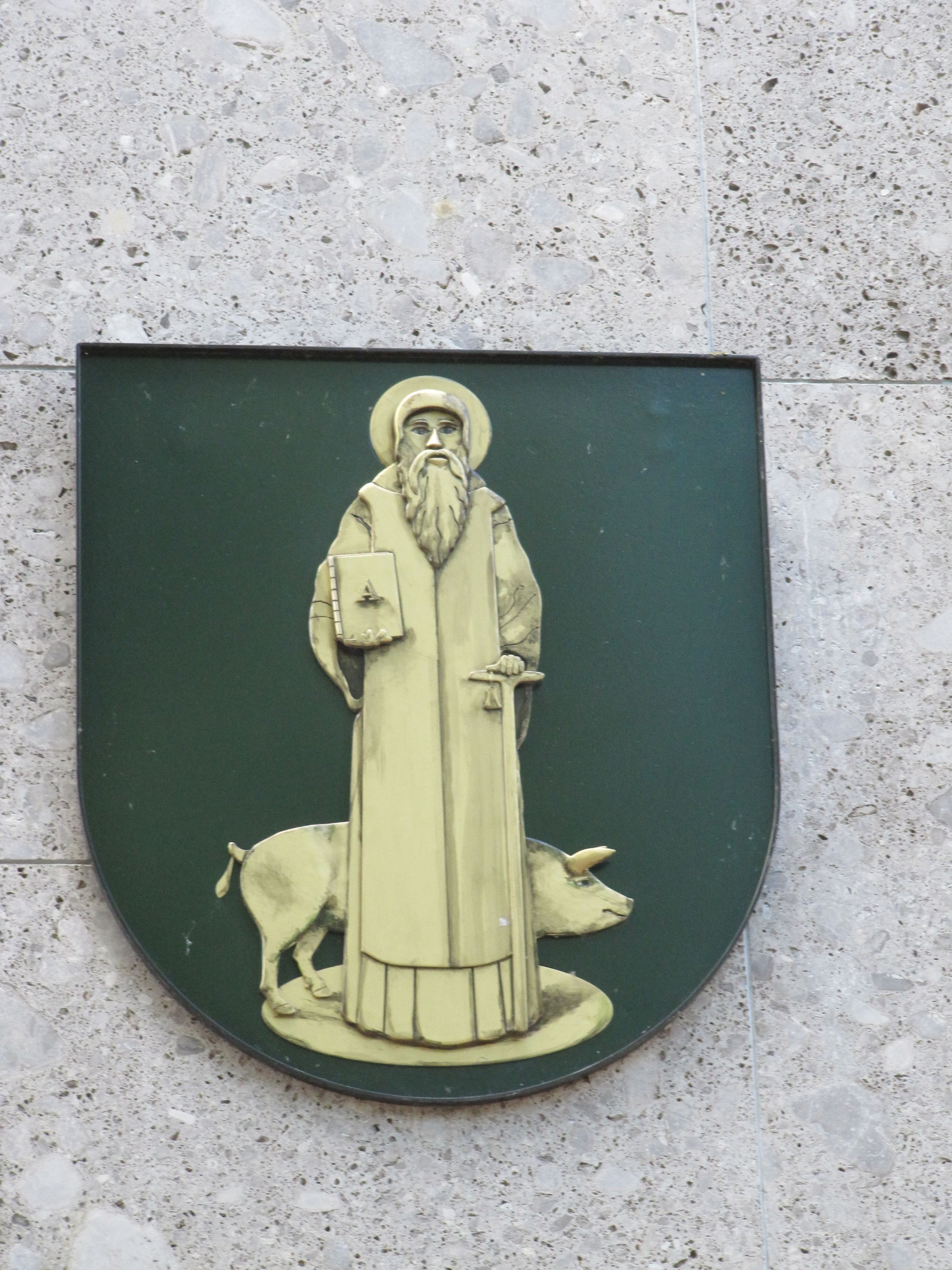
Reliëf met het nieuwe wapen op de voorgevel van het gemeentehuis aan de Brink in Sint Anthonis.